# Камерилов Денис Олегович
Дени́с Оле́гович Камери́лов (24 липня 1989, Волинь) — український веслувальник на каное, майстер спорту України міжнародного класу з 2007, проживає і виступає за Полтавську область.

## Життєпис
Вихованець Ковельської комплексної ДЮСШ. Виступає за армійський клуб Одеси.
Багаторазовий чемпіон та призер чемпіонатів Європи, чемпіон кубка світу, призер світу, чемпіон всесвітньої універсіади.
МСУКМ з веслування на байдарках і каное.
ЗМС з веслування на човнах дракон. 

## Участь у змаганнях

### Медальні виступи на чемпіонатах світу
| Змагання                      | Рік  | Збірна  | Вид спорту                      | Дисципліна | Місце  |
| ----------------------------- | ---- | ------- | ------------------------------- | ---------- | ------ |
| Чемпіонат Світу серед юніорів | 2007 | Україна | Веслування на байдарках і каное | С-2 1000м  | Бронза |
| Чемпіонат Світу серед юніорів | 2007 | Україна | Веслування на байдарках і каное | С-2 500м   | Срібло |
| Чемпіонат Світу               | 2015 | Україна | Веслування на байдарках і каное | С-4 1000м  | Срібло |
| Чемпіонат Світу               | 2017 | Україна | Веслування на байдарках і каное | С-4 1000м  | Бронза |

### Медальні виступи на чемпіонатах Європи
| Змагання                       | Рік  | Збірна  | Вид спорту                      | Дисципліна | Місце  |
| ------------------------------ | ---- | ------- | ------------------------------- | ---------- | ------ |
| Чемпіонат Європи серед юніорів | 2007 | Україна | Веслування на байдарках і каное | С-2 500м   | Золото |
| Чемпіонат Європи серед юніорів | 2007 | Україна | Веслування на байдарках і каное | С-2 1000м  | Срібло |
| Чемпіонат Європи серед молоді  | 2009 | Україна | Веслування на байдарках і каное | С-4 1000м  | Бронза |
| Чемпіонат Європи серед молоді  | 2010 | Україна | Веслування на байдарках і каное | С-2 500м   | Золото |
| Чемпіонат Європи серед молоді  | 2010 | Україна | Веслування на байдарках і каное | С-2 200м   | Срібло |
| Чемпіонат Європи серед молоді  | 2011 | Україна | Веслування на байдарках і каное | С-2 500м   | Бронза |
| Чемпіонат Європи серед молоді  | 2012 | Україна | Веслування на байдарках і каное | С-2 500м   | Золото |
| Чемпіонат Європи               | 2012 | Україна | Веслування на байдарках і каное | С-2 500м   | Бронза |
| Чемпіонат Європи               | 2013 | Україна | Веслування на байдарках і каное | С-4 1000м  | Бронза |
| Чемпіонат Європи               | 2016 | Україна | Веслування на байдарках і каное | С-2 500м   | Бронза |
| Чемпіонат Європи               | 2016 | Україна | Веслування на байдарках і каное | С-4 1000м  | Срібло |

#### Медальні виступи на кубках Світу
| Змагання         | Рік  | Збірна  | Вид спорту                      | Дисципліна | Місце  |
| ---------------- | ---- | ------- | ------------------------------- | ---------- | ------ |
| Етап кубка Світу | 2009 | Україна | Веслування на байдарках і каное | С-2 200м   | Золото |
| Етап кубка Світу | 2016 | Україна | Веслування на байдарках і каное | С-2 200м   | Бронза |
| Етап кубка Світу | 2016 | Україна | Веслування на байдарках і каное | С-4 1000м  | Бронза |
| Етап кубка Світу | 2016 | Україна | Веслування на байдарках і каное | С-4 200м   | Срібло |

### Універсіада 2013
На літній Універсіаді, яка проходила з 6-о по 17-е липня у Казані, Денис представляв Україну у двох дисциплінах та завоював срібну та золоту медалі разом із Віталієм Вергелесом та Едуардом Шеметилом та Дмитром Янчуком.
У перший день фінальних заїздів з веслування на байдарках і каное українці у складі човна каное-четвірки студентської збірної України завоювали золоту медаль на дистанції 1000 метрів. У фінальному заїзді українці фінішували з результатом — 3 хвилини 37,893 секунди. Вони більше, ніж на півсекунди (0,583) випередили срібних призерів — збірну Росії і на 0,726 секунд — бронзових призерів — збірну Польщі.
Разом із золотими нагородами цьому екіпажу вдалося здобути ще срібні нагороди на п'ятсотметрівці. Лише 0,3 секунди відділили наших спортсменів від першого місця, яке цього разу здобули господарі змагань, росіяни. Бронзові нагороди в узбекистанців.

## 2015
У серпні 2015 року в Мілані на чемпіонаті світу з веслування на байдарках і каное Віталій Вергелес, Денис Камерилов, Денис Коваленко та Едуард Шеметило вибороли срібну медаль

## Державні нагороди
- Орден «За заслуги» III ст. (25 липня 2013) — за досягнення високих спортивних результатів на XXVII Всесвітній літній Універсіаді в Казані, виявлені самовідданість та волю до перемоги, піднесення міжнародного авторитету України[8]